# Monsieur Philibert Rivière

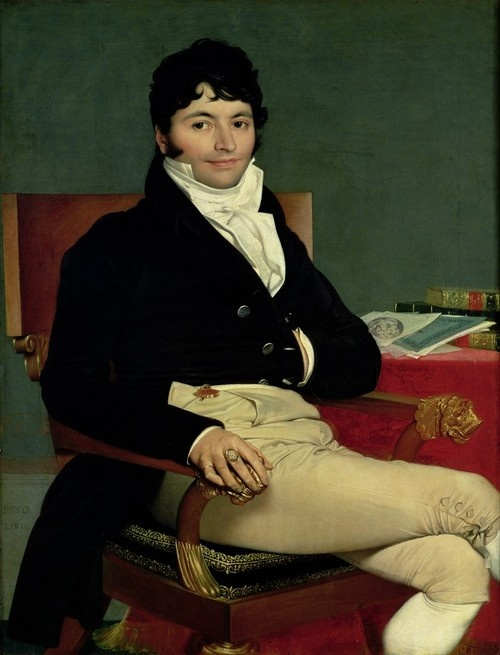
Ingres, 1805, 46 x 46 cm. Louvre, París.

El retrato de Philibert Rivière es un óleo sobre lienzo c. 1805 del maestro francés neoclásico Jean-Auguste-Dominique Ingres. Fue encargado por Philibert Rivière de L'Isle, un influyente alto funcionario de la corte napoleónica, junto con los retratos de su esposa, Sabine y su hija, Caroline.
La pareja también tenía un hijo, Paul, que no fue retratado. Los tres retratos que compusieron el primer gran encargo de Ingres, fueron completados cuando contaba 23 años. Cada uno es muy diferente en tono y enfoque, pero tuvieron gran éxito desde el punto de vista artístico, y considerados sus primeras obras maestras.

## Descripción
Como encargo oficial, la pintura es muy diferente de los primeros retratos masculinos de Ingres, mayoritariamente descripciones informales de amigos. Philibert aparece en una pose oficial, sentado en un silla cara y ornamentada, junto a una mesa cubierta con una tela de terciopelo roja, y conteniendo los documentos relacionados con su oficina. Su mano izquierda está metida por dentro de su chaqueta, en una pose que recuerda a Napoleón. 
 
La pintura tiene influencias del trabajo de Jacques-Louis David, en particular sus retratos amables de Pierre Sériziat y Gaspar Mayer. Aquí Rivière puede parecer imponente, al mismo tiempo que relajado y amistoso. La pintura es muy plana y espacialmente restrictiva. 
Inusualmente para Ingres, no hay bocetos preparatorios supervivientes. El artista firmó y fechó la tela en la parte inferior izquierda.